# Neotamandua
Neotamandua es un género extinto de oso hormiguero que vivió entre el Mioceno al Plioceno en América del Sur. Sus fósiles se han hallado en el yacimiento de la La Venta en Colombia (N. borealis) y en la Formación Araucano en Argentina (N. conspicua). Se ha sugerido que pudo haber sido un ancestro del actual oso hormiguero gigante, y también está relacionado con los tamandúas.
Al igual que sus parientes modernos, las especies de Neotamandua vivirían de consumir insectos sociales tales como hormigas y termitas. Estaba bien adaptado al entorno de bosques tropicales del norte de Suramérica, siendo tanto arborícola como terrestre. Pesaría más de 10 kilogramos.
Patterson (1992) sugirió que los fósiles asignados al género Neotamandua son lo bastante similares con respecto al actual Myrmecophaga que el primero podría ser de hecho un sinónimo más moderno, pero la mayoría de autores posteriores lo consideran un taxón válido.